# SCL
SCL is een historisch merk van motorfietsen.
SCL is een afkorting van Speake and Company Ltd.
SCL bouwde een bijzondere motorfiets die was ontwikkeld door het bedrijf STV (Single Track Vehicles) naar een ontwerp van Royce Creasey. SCL werd min of meer bekend in de motorwereld door de bouw in 1990 van de Voyager. Deze machine had als enige overeenkomst met een motorfiets zijn twee wielen. De rijder lag enigszins achterover en de aandrijving geschiedde door een 850 cc Reliant-motor. Omdat de productie bij SCL plaatsvond, werd de machine aangeduid als SCL Voyager.